# Ekoun
Ekoun est un village de la Région du Littoral du Cameroun, situé dans la commune de Ndom. Ekoun est localisé sur la route qui lie Ndom à Ndikiniméki, au niveau de l'embranchement de Bisseng vers Ekoun.

## Population et développement
En 1967, la population de Ekoun était de 90 habitants, essentiellement des Babimbi du peuple Bassa. La population de Ekoun était de 24 habitants dont 13 hommes et 11 femmes, lors du recensement de 2005.  